# 萎凋
“萎凋”是茶類製造過程中重要的一環。剛採下來的葉子，即稱之為「茶菁」。剛採摘的茶菁含有大量水分，經由萎凋過程，使茶菁的水分大量消散，使其彈產、硬度、重量和體積大幅降低或減少，有利於之後的揉捻，即為物理性的萎凋。由於細胞的水分明顯降低，細胞膜的滲透性提高，間接有利於氧化酶的反應。這些生物化學上的變化，因此產生的香氣、滋味和水色或其它植化素，即為生化性的萎凋。
將茶菁先放在日光下，稱作「室外萎凋」，而後移至室內，稱為「室內萎凋」；亦有用熱風吹拂來加速乾燥的稱之為「熱風萎凋」，常見於陰雨天時，採摘的「雨菁」所使用。
萎凋時，最顯著的變化即為茶菁水分的散失，俗稱「走水」。